# Tegula (anatomia)

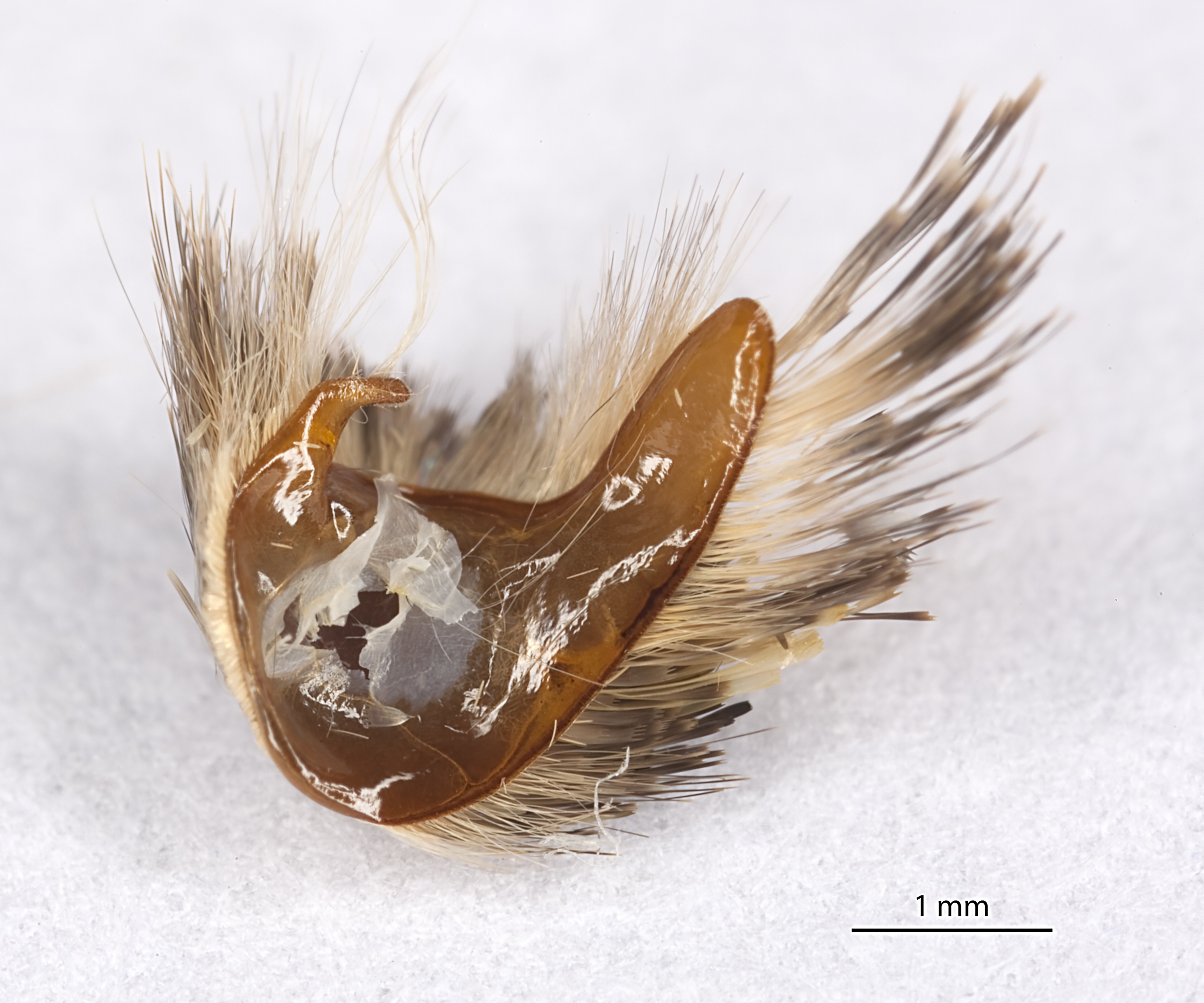
Widok od spodu na tegulę motyla agatówki łobodnicy

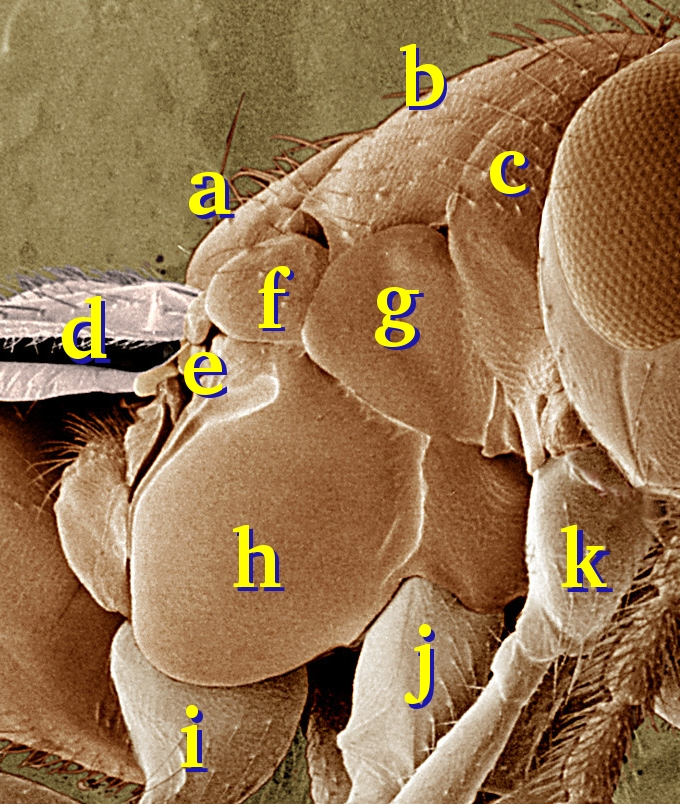
Tułów bleskotki Tachinaephagus zealandicus. a: tarczka; b: skutum; c: przedplecze; d: przednie skrzydło; e: skleryty aksillarne; f: tegula; g: prepectum; h: mesepisternum; i: biodro III pary; j: biodro II pary; k: biodro I pary.

Nasada skrzydła owada. tg: tegula, Humeral plate: płytka humeralna, First Axillary: pierwszy skleryt aksillarny, Second Axillary: drugi skleryt aksillarny, Third Axillary: trzeci skleryt aksillarny, Fourth Axillary: czwarty skleryt aksillarny, bf: bazalny fałd skrzydła, Proximal plate: przednia płytka medialna, Distal plate: tylna płytka medialna, ANP: przedni wyrostek notalny tergitu, PNP: tylny wyrostek notalny tergitu, axillary cord: costula tendinis, Vannus: pole analne, C: żyłka kostalna, Sc: żyłka subkostalna, R: żyłka radialna, M: żyłka medialna, Cu: żyłka kubitalna, PCu: żyłka postkubitalna, A: żyłki analne, JA: żyłki jugalne.

Tegula, pokrywka skrzydłowa (łac. tegula, hypopterum, paraptera) – skleryt w przednio-nasadowej części skrzydła niektórych owadów uskrzydlonych.
Tegula jest najbardziej w przód wysuniętym sklerytem skrzydłowym, położonym bardziej proksymalnie niż płytka humeralna. Gdy jest zredukowana, leży w błonie skrzydła pomiędzy wspomnianą płytką a tergum tułowia. Częściej jednak jest silniej rozwinięta, o formie oszczecinionej poduszeczki lub łuskowatego, płaskiego lub wypukłego płata, przykrywającego przednią część nasady skrzydła. W tej ostatniej formie służy ona ochronie nasady skrzydła przed uszkodzeniami. Tegula może być połączona stawowo z płytką humeralną.
Tegule na skrzydłach pierwszej pary (łac. tegulae mesothoracicae) są dobrze rozwinięte u błonkówek, motyli i muchówek, ale występują też m.in. u wojsiłek, chruścików, widelnic i skorków. Tegule skrzydeł drugiej pary (łac. tegulae metathoracicae) są spotykane rzadziej, występują np. u widelnic i skorków. U chrząszczy tegul brak zupełnie.

## Motyle
U motyli tegule mają postać pustej w środku wypustki oskórka sterczącej ponad nasadą przedniego skrzydła na błoniastej szypułce i zakrzywionej wzdłuż owej nasady. W podstawowym planie budowy jest ona umiarkowanej wielkości, ale u większości linii rozwojowych uległa znacznemu powiększeniu. Jej tylna, położona ponad nasadą skrzydeł część może być znacznie wydłużona. Typowo szypułka teguli leży wyraźnie powyżej jej brzusznej krawędzi, zwykle w pobliżu jej środka, ale wśród motyli dziennych powszechnie występują tegule o szypułce stycznej do krawędzi brzusznej. Wewnętrzna ścianka teguli jest naga i błoniasta, natomiast zewnętrzna jest mniej lub bardziej zesklerotyzowana i porastają ją łuski blaszkowate, łopatowate, włosowate lub kilku typów, czasem wyraźnie zabarwione. Od strony tułowia podparcie dla tegul stanowią specjalne struktury tergitu, tj. płytki tegularne (ang. tegular plates), wsparte z kolei na ramionach tegularnych (ang. tegular arms). 
Tegule motyli są strukturami unerwionymi, ale rola nerwów nie została dokładnie poznana. Przypuszcza się mechanorecepcję lub propriorecepcję. U barciakowatych tegule uczestniczą w wydawaniu dźwięków (strydulacji).